# Bland fält och ängar
Bland fält och ängar: Berättelse för barn och ungdom är en barnbok av Amanda Kerfstedt utgiven 1895 på Hugo Gebers förlag. Den har utkommit i sammanlagt fem upplagor, den senaste 1922. 1898 översattes den till finska med titeln Niityillä ja vainioilla : lapsille ja nuorisolle kertonut.
Boken handlar om familjen Lagerstam, vars dotter Lena lider av självupptagen melankoli. Hon tillfrisknar när hon hjälper ett fattigt syskonpar att göra om en gammal smedja till bostad. Med barnens samarbete ville Kerfstedt gestalta klassamverkan och stark tilltro till barnets livskraft.